# Jordan Poole
Jordan Anthony Poole (Milwaukee, Wisconsin; 19 de juny de 1999) és un jugador estatunidenc bàsquet que pertany a la plantilla dels Golden State Warriors de la NBA. Fa 1,96 metres d'alçada i juga en la posició d'escorta.

## Trajectòria esportiva

### High School
Va començar l'etapa d'institut al Rufus King High School de Wisconsin, però en la seva última temporada va ser transferit al La Lumiere School a LaPorte, Indiana. Allà va liderar el seu equip acabant amb un balanç de 29 victòries i una derrota. Va aconseguir el Dick's High School Boy's National Championship. La seva mitjana anotadora va ser de 18,2 punts per partit.

### Universitat
Va jugar dues temporades amb els Wolverines de la Universitat de Míchigan, amb una mitjana de 9,4 punts, 2,2 rebots i 1,4 assistències per partit.

#### Estadístiques
| Any     | Equip    | PJ | PT | MPP  | %TC  | %3P  | %TL  | RPP | APP | ROB | TPP | PPP  |
| ------- | -------- | -- | -- | ---- | ---- | ---- | ---- | --- | --- | --- | --- | ---- |
| 2017–18 | Michigan | 38 | 0  | 12.5 | .429 | .370 | .827 | 1.4 | .6  | .5  | .2  | 6.1  |
| 2018–19 | Michigan | 37 | 37 | 33.1 | .436 | .369 | .833 | 3.0 | 2.2 | 1.1 | .2  | 12.8 |
| Total   | Total    | 75 | 37 | 22.7 | .434 | .370 | .831 | 2.2 | 1.4 | .8  | .2  | 9.4  |

### Professional
Va ser triat en la vint-i-vuitena posició del Draft de la NBA de 2019 pels Golden State Warriors. En la seva temporada va alternar l'equip de l'NBA amb la G-League, i despertava dubtes per les seves capacitats defensives.
Durant la seva segona temporada, el 14 de maig de 2021, va registrar el seu rècord personal d'anotació, amb 38 punts davant Nova Orleans Pelicans.
En el seu tercer any, el 21 de novembre de 2021 davant Toronto Raptors va aconseguir els 33 punts i el 30 de març de 2022 davant Phoenix Suns, va igualar el seu millor registre amb 38 punts. Ja en postemporada, el 16 d'abril en el primer partit de primera ronda davant Denver Delícies, anotà 30 punts. El 16 de juny es proclama campió de la NBA per primera vegada en la seva carrera, després de vèncer als Celtics a les Finals (4-2).

## Estadístiques a l'NBA
|  | Denota temporada en la qual va guanyar un campionat de la NBA |
|  | Líder de la lliga                                             |

### Temporada regular
| Any     | Equip        | PJ  | PT | MPP  | %TC  | %3P  | %TL  | RPP | APP | ROB | TPP | PPP  |
| ------- | ------------ | --- | -- | ---- | ---- | ---- | ---- | --- | --- | --- | --- | ---- |
| 2019-20 | Golden State | 57  | 14 | 22.4 | .333 | .279 | .798 | 2.1 | 2.4 | .6  | .2  | 8.8  |
| 2020-21 | Golden State | 51  | 7  | 19.4 | .432 | .351 | .882 | 1.8 | 1.9 | .5  | .2  | 12.0 |
| 2021-22 | Golden State | 76  | 51 | 30.0 | .448 | .364 | .925 | 3.4 | 4.0 | .8  | .3  | 18.5 |
| Total   | Total        | 184 | 72 | 24.7 | .416 | .341 | .885 | 2.6 | 2.9 | .7  | .2  | 13.7 |

### Playoffs
| Any   | Equip        | PJ | PT | MPP  | %TC  | %3P  | %TL  | RPP | APP | ROB | TPP | PPP  |
| ----- | ------------ | -- | -- | ---- | ---- | ---- | ---- | --- | --- | --- | --- | ---- |
| 2022  | Golden State | 22 | 5  | 27.5 | .508 | .391 | .915 | 2.8 | 3.8 | .8  | .4  | 17.0 |
| Total | Total        | 22 | 5  | 27.5 | .508 | .391 | .915 | 2.8 | 3.8 | .8  | .4  | 17.0 |